# Kasztelania kamieniecka
Kasztelania kamieniecka – kasztelania znajdująca się w czasach I Rzeczypospolitej w województwie podolskim, z siedzibą (kasztelem) w Kamieńcu Podolskim.

## Kasztelanowie kamienieccy
| Imię i nazwisko         | Okres urzędowania                     | p.    |
| ----------------------- | ------------------------------------- | ----- |
| Mikołaj Śwircz          | (już 1466?) 1467–1492 (jeszcze 1496?) | [ 2 ] |
| Jan Szarawski           | (już 1492?) 1506–1505 (jeszcze 1506?) | [ 2 ] |
| Jakub Podfilipski       | 1506–1517 (jeszcze 1518?)             | [ 2 ] |
| Jan Gołogórski          | (już 1517?) 1518–1519                 | [ 2 ] |
| Jan Tworowski           | 1519–1543                             | [ 2 ] |
| Mikołaj Buczacki        | 1543–1559 (jeszcze 1563?)             | [ 2 ] |
| Jerzy Buczacki          | (już 1559?) 1563–1567                 | [ 2 ] |
| Hieronim Sieniawski     | (już 1567?) 1569–1576                 | [ 2 ] |
| Mikołaj Sieniawski      | 1576–1584                             | [ 2 ] |
| Stanisław Włodek        | 1584–1588                             | [ 2 ] |
| Rafał Sieniawski        | 1588–1593                             | [ 2 ] |
| Jakub Pretfic           | 1593–1607                             | [ 2 ] |
| Andrzej Potocki         | 1607–1610                             | [ 2 ] |
| Jakub Potocki           | (już 1610?) 1611–1611                 | [ 2 ] |
| Jan Golski              | (już 1611?) 1613–1613                 | [ 2 ] |
| Wojciech Humiecki       | 1613–1618                             | [ 2 ] |
| Andrzej Górski          | 1618–1624                             | [ 2 ] |
| Jan Herburt             | 1625–1626                             | [ 2 ] |
| Mikołaj Strus           | 1627–1627                             | [ 2 ] |
| Stanisław Potocki       | 1627–1631                             | [ 2 ] |
| Aleksander Piaseczyński | 1631–1635                             | [ 2 ] |
| Mikołaj Herburt         | 1635–1639                             | [ 2 ] |
| Michał Stanisławski     | 1639–1648 (jeszcze 1649?)             | [ 2 ] |
| Stanisław Lanckoroński  | (już 1648?) 1649–1650                 | [ 2 ] |
| Piotr Firlej            | 1649–1650                             | [ 2 ] |
| Jan Uliński             | (już 1650?) 1652–1655 (jeszcze 1657?) | [ 2 ] |
| Jacek Schonberg         | (już 1655?) 1655–1657 (jeszcze 1657?) | [ 2 ] |
| Krzysztof Grodzicki     | (już 1655?) 1657–1659 (jeszcze 1660?) | [ 2 ] |
| Mikołaj Bieganowski     | 1660–1674                             | [ 2 ] |
| Paweł Potocki           | 1674–1675                             | [ 2 ] |
| Gabriel Silnicki        | 1676–1680                             | [ 2 ] |
| Rafał Makowiecki        | 1678–1686 (jeszcze 1688?)             | [ 2 ] |
| Franciszek Szembek      | 1688–1693                             | [ 2 ] |
| Nikodem Żaboklicki      | 1693–1704                             | [ 2 ] |
| Józef Stanisław Potocki | 1692?                                 | [ 3 ] |
| Aleksander Potocki      | 1704–1712                             | [ 2 ] |
| Marcin Kalinowski       | 1712–1712 (jeszcze 1738?)             | [ 2 ] |
| Jan Stadnicki           | 1738–1738 (jeszcze 1740?)             | [ 2 ] |
| Michał Łoś              | 1740–1754                             | [ 2 ] |
| Józef Humiecki          | 1754–1764 (jeszcze 1765?)             | [ 2 ] |
| Mikołaj Stadnicki       | 1765–1768                             | [ 2 ] |
| Kajetan Hryniewiecki    | 1768–1782                             | [ 2 ] |
| Antoni Bogusz           | 1782–1782                             | [ 2 ] |
| Marcin Świejkowski      | 1782–1790                             | [ 2 ] |
| Onufry Morski           | 1790–1795                             | [ 2 ] |